# Nathan Martz
Nathan Martz (* 4. März 1981 in Chilliwack, British Columbia) ist ein kanadischer Eishockeyspieler, der seit 2009 bei Alba Volán Székesfehérvár in der Österreichischen Eishockey-Liga unter Vertrag steht.

## Karriere
Nathan Martz begann seine Karriere als Eishockeyspieler in seiner Heimatstadt beim Juniorenteam Chilliwack Chiefs aus der British Columbia Hockey League, für das er von 1997 bis 2000 aktiv war. Anschließend wurde er im NHL Entry Draft 2000 in der fünften Runde als insgesamt 140. Spieler von den New York Rangers ausgewählt, für die er allerdings nie spielte. Stattdessen besuchte der Center vier Jahre lang die University of New Hampshire, mit deren Eishockeymannschaft er 2002 und 2003 jeweils die Meisterschaft der Universitätsliga Hockey East gewann.
In der Saison 2004/05 gab Martz für die Long Beach Ice Dogs aus der ECHL sein Debüt im professionellen Eishockey. Anschließend verbrachte er die nächsten beiden Jahre bei deren Ligarivalen Stockton Thunder, ehe er erstmals nach Europa ging. In der Saison 2007/08 wurde der Kanadier mit den Storhamar Dragons aus der norwegischen GET-ligaen nationaler Meister. Die Saison 2008/09 verbrachte er bei Alba Volán Székesfehérvár, für das er in der Österreichischen Eishockey-Liga spielte. In 48 Spielen gelangen ihm dabei 39 Scorerpunkte. In den Playoffs wurde er mit Alba Voláns zweiter Mannschaft Ungarischer Meister.
Die folgende Spielzeit begann der Rechtsschütze beim HC Alleghe in der italienischen Serie A1, verließ diesen allerdings bereits nach nur acht Spielen wieder und kehrte zu Alba Volán zurück, mit dem er während der Hauptrunde erneut ausschließlich in der Österreichischen Eishockey-Liga antrat und in den Playoffs ungarischer Meister wurde.

## Erfolge und Auszeichnungen
| - 2002 Lamoriello-Trophy-Gewinn mit der University of New Hampshire - 2003 Lamoriello-Trophy-Gewinn mit der University of New Hampshire - 2008 Beste Plus/Minus-Bilanz der GET-ligaen | - 2008 Norwegischer Meister mit den Storhamar Dragons - 2009 Ungarischer Meister mit Alba Volán Székesfehérvár - 2010 Ungarischer Meister mit Alba Volán Székesfehérvár |

## Statistik
(Stand: Ende der Saison 2009/10)